# Mediacorp
Mediacorp Pte. Ltd. ist ein singapurisches Unternehmen in den Bereichen Fernsehen und Radio. Das Unternehmen gehört der Temasek Holdings.

## Programme

### Fernsehsender
- Channel 5 (auf Englisch)
- Channel 8 (auf Mandarin)
- Channel U (auf Mandarin)
- Suria (auf Malaiisch)
- Vasantham (auf Tamil)
- Okto (auf Englisch)
- CNA (auf Englisch)

### Radio
- Ria 89.7FM (auf Malaiisch)
- Gold 90.5FM (auf Englisch)
- Symphony 92.4FM (auf Englisch)
- Y.E.S. 93.3FM (auf Mandarin)
- 938LIVE (auf Englisch)
- Warna 94.2FM (auf Malaiisch)
- Class 95FM (auf Englisch)
- Capital 95.8FM (auf Mandarin)
- XFM 96.3FM (verschiedene Sprachen)
- Oli 96.8FM (auf Tamil)
- Love 97.2FM (auf Mandarin)
- 987FM (auf Englisch)
- Lush 99.5FM (auf Englisch)

### Digitale Plattformen
- 8 Days
- meWatch
- melisten
- Today